# Al-Mustawfi

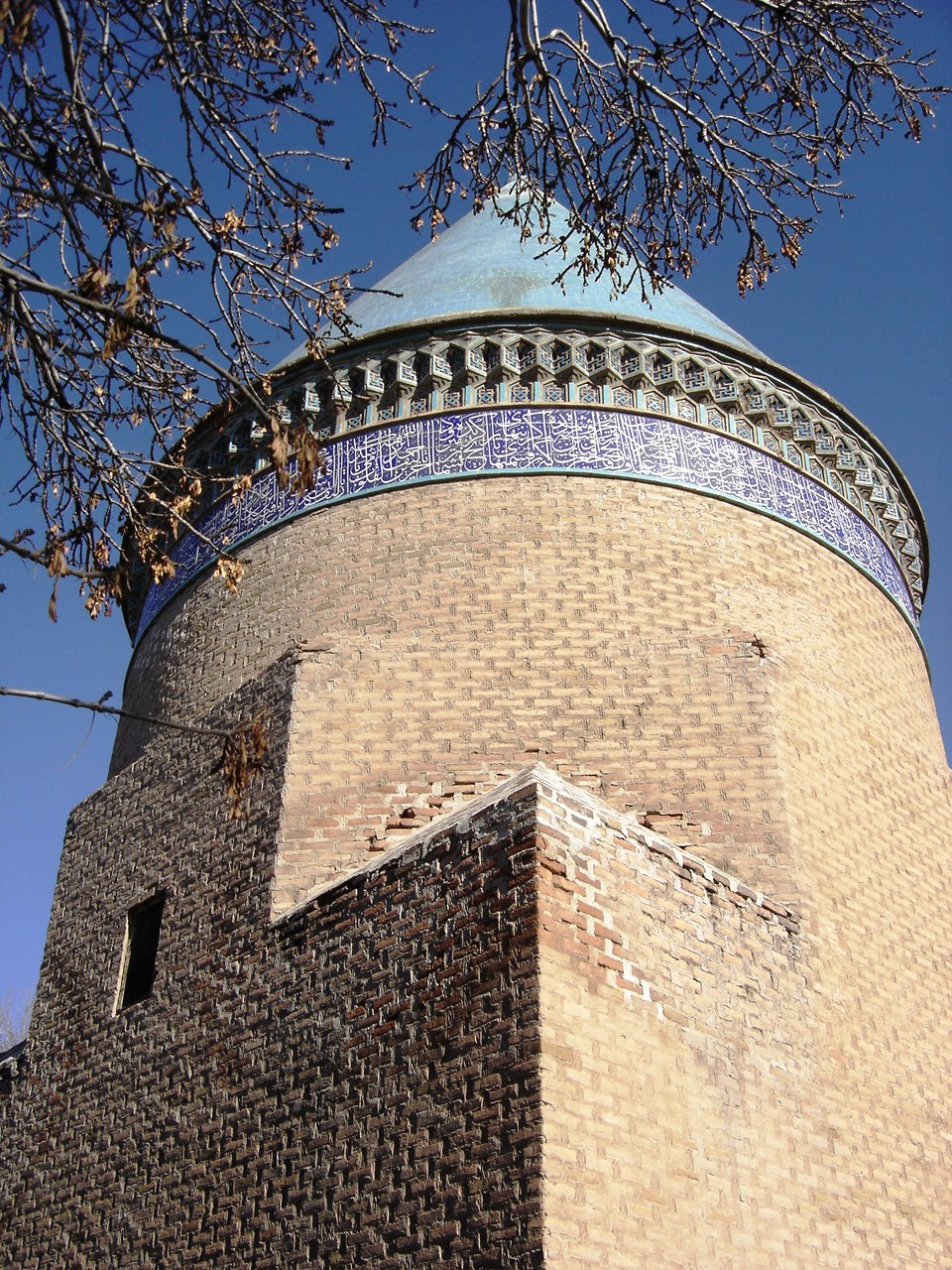
Mausoleu d'Al-Mustawfi. Qazwin, Iran.

Hamd-Al·lah ibn Abi-Bakr ibn Àhmad ibn Nasr al-Mustawfí al-Qazwiní (en persa, حمدالله مستوفی), més conegut senzillament com al-Mustawfí (Qazwin 1281/1282- vers 1340) fou un historiador i geògraf persa d'una família que havia donat diversos governadors a Qazwin als segles IX i X.

## Obres principals
- Tarikh-i Guzida, acabada el 1330, essencial per la part final dels primers il-kànides
- Nuzhat al-kulub (Plaer dels cors) sobre geografia de Pèrsia en temps dels Il-kans